# Ecnomus penjabi
Ecnomus penjabi är en nattsländeart som beskrevs av Schmid 1961. Ecnomus penjabi ingår i släktet Ecnomus och familjen trattnattsländor. Inga underarter finns listade i Catalogue of Life.